# Kaisersbach
Kaisersbach är en kommun och ort i Rems-Murr-Kreis i regionen Stuttgart i Regierungsbezirk Stuttgart i förbundslandet Baden-Württemberg i Tyskland.
Kommunen ingår i kommunalförbundet Welzheim tillsammans med staden   Welzheim.